# Трговина људима у Кенији
Кенија је ратификовала Протокол за спречавање, сузбијање и кажњавање трговине људима, посебно женама и децом у јануару 2005. године.
У 2008. години Влада Кеније није у потпуности поштовала минималне стандарде за елиминацију трговине људима. У 2008. години објављено је да су се напори Кеније у борби против трговине људима значајно побољшали током извјештајног периода, посебно кроз веће истраге сумњивих случајева трговине људима.
Кенија је 2010. године усвојила Закон о борби против трговине људима који криминализује трговину људима. Међутим, закон је лоше спроведен и имао је мали утицај на сузбијање трговине људима.
Канцеларија за праћење и борбу против трговине људима Стејт департмента ставила је земљу у „Ниво 2“ 2017. године. Њихови напори остају некоординисани и недостаје им јак надзор, стварајући окружење погодно за трговину људима. Земља је остала на нивоу 2 2023. године.
Индекс организованог криминала је 2023. године примјетио да је земља дио добро коришћене руте трговине људима од Афричког рога до Арапског полуострва; такође је примјетио недостатак подршке и склоништа за жртве.

## Тужилаштво (2008.)
Влада није успела да казни дјела трговине људима током извјештајног периода, али је показала значајно повећану активност спровођења закона током извјештајног периода. Кенија не забрањује све облике трговине људима, иако криминализује трговину дјецом и одраслима у сврху сексуалне експлоатације својим Законом о сексуалним деликтима, донијетим у јулу 2006. године, који прописује казне које су довољно строге и сразмерне онима за силовање; међутим, тужиоци још увек не користе закон. Закон о запошљавању из 2007. године забрањује присилни рад и садржи додатне законе релевантне за трговину људима. У септембру 2007. године, релевантне владине агенције су доставиле коментаре на нацрт свеобухватног закона о трговини људима Уреду државног тужиоца, које наставља да ради са невладиним организацијама на даљем усавршавању закона. Полиција је отворила истраге о бројним значајним случајевима током извјештајног периода, укључујући сумњу на трговину дјецом од стране двоје школских наставника у округу Кирињага. У октобру 2007. полиција у Малиндију ухапсила је једног италијанског држављанина под сумњом да је трговао људима, омогућавао дјечију проституцију и дрогу. По завршетку одвојене полицијске истраге, двије жене су оптужене за оцрњивање дјеце и дјечију проституцију након што су 14-годишњу дјевојчицу намамили у свој дом и натерали је на проституцију. Кенијски званичници су спасили два дјетета која су пребачена у Танзанију на присилни рад и смјестили их у дјечји дом; истрага је у току јер полиција вјерује да починиоци скривају додатних 40 дјеце и шест одраслих особа на принудном раду. Шест особа у округу Бомет и округу Нанди у провинцији Рифт Валеј оптужено је за продају и трговину дјецом. Комесар полиције радио је са Интерполом на истрази сумње на трговину кенијском дјевојчицом у Холандију и четворо дјеце у Ирску. Министарство унутрашњих послова почело је, по први пут, да прикупља информације о случајевима трговине људима од полиције, медија, страних влада и УНОДЦ-а. Корупција међу органима за спровођење закона и другим јавним званичницима ометала је напоре да се трговци људима приведу правди. Неки активисти за борбу против трговине људима изнијели су веродостојне тврдње да су, у одређеним областима, полицијски службеници били саучесници у активностима трговине људима.

## Заштита (2008.)
Влада је уложила напоре током извјештајног периода да побољша заштитне услуге које се пружају жртвама трговине људима. Кенијски званичници уклонили су 14 дјеце из ситуације трговине људима у Нандију и смјестили их у дјечји дом. Влада је упутила двије додатне жртве трговине људима ИОМ-у за помоћ током периода извјештавања и обезбједила добробит бројних других жртава. Одјељења за социјалне услуге Градског већа у Најробију, Момбаси и Кисумуу су управљала склоништима за рехабилитацију дјеце на улици која су подложна присилном раду и комерцијалној сексуалној експлоатацији; влада је пружала услуге дјеци која су експлоатисана у индустрији комерцијалног секса у овим установама. У партнерству са једном невладином организацијом, Министарство унутрашњих послова обезбједило је и реновирала зграду за смјештај бесплатне телефонске линије која омогућава дјеци и одраслима да пријаве случајеве трговине дјецом, рада и злостављања. Чланови особља су ангажовани и обучени да служе као савјетници и упућују позиваоце на пружаоце услуга владе и невладиних организација. У јуну 2007. године, Јединица за дјечије услуге Одјељења унутрашњих послова запослила је додатних 180 шефова службеника за дјецу; током периода извјештавања, неколико службеника за дјецу постављених широм земље било је укључено у истраге о трговини људима и пружало савјете и праћење дјеце жртвама трговине људима. Петнаест новоименованих кенијских амбасадора примило је први брифинг о трговини људима у кенијском Институту за иностране послове; у току су припреме за свеобухватан брифинг министарстава рада и унутрашњих послова и ИОМ-а за средње и ниже официре о њиховим одговорностима у пружању помоћи кенијским жртвама у иностранству. Влада подстиче помоћ жртвама у истрази и кривичном гоњењу кривичних дјела трговине људима и обезбјеђује да оне не буду неприкладно затворене или на други начин кажњене за незаконита дјела почињена као директна посљедица трговине људима. Влада, међутим, не пружа законске алтернативе за уклањање жртава у земље у којима би се суочиле са тешкоћама или одмаздом.

## Превенција (2008.)
Влада Кеније је постигла значајан напредак у јавном истицању опасности од трговине људима и предузимању корака за борбу против ње током периода извјештавања. У бројним приликама, високи владини званичници, укључујући потпредсједника, јавно су говорили о трговини људима и присуствовали многим догађајима за подизање свијести, укључујући Дан афричког детета у јуну. Кенијски медији, посебно Kenya Broadcasting Corporation у власништву владе, редовно су извјештавали о случајевима сумње у трговину људима. У јулу 2007. године, влада је основала Национални управни одбор за борбу против трговине људима под руководством Министарства унутрашњих послова. Његов пододбор именован за израду националног акционог плана прошао је дводневну обуку од ИОМ-а, након чега је сазвао три сесије о изради нацрта и представио почетни нацрт плана у октобру. Службеници из министарстава омладине и рада прошли су обуку о борби против трговине људима на радионицама ИОМ-а у новембру и децембру 2007. У јулу 2007. Комисија округа Малинди основала је и председавала окружним одбором за сексуални туризам дјеце. У јуну 2007. године, немачки држављанин је ухапшен и оптужен за сексуално искоришћавање двоје дјеце трговине људима из Њанзе у дјечијем дому Ликони. Није било извјештаја о напорима кенијске владе да обезбједи обуку за борбу против трговине људима за своје трупе пре распоређивања у међународне мировне мисије. Невладине организације попут Awareness Against Human Trafficking (HAART) раде на окончању трговине људима у Кенији.